# Slag bij Megara
De Slag bij Megara vond plaats tijdens de Peloponnesische Oorlog in 424 v.Chr. De slag werd geleverd tussen de Atheners, en een alliantie van de Megariërs en de Spartanen. Deze laatsten werden geleid door Brasidas.

## Achtergrond
Sinds de zomer van 424 v.Chr. had Athene te maken gekregen met een volledige omwenteling van haar strategie; haar defensieve strategie werd vervangen door een offensieve. Ze ondernamen vijandige acties tegen hun buursteden, om zo Sparta's belangrijke bondgenoten af te pakken en Attika te vrijwaren van de jaarlijkse invallen van de Spartanen. In juli probeerden ze Megara in hun handen te krijgen om zo een eind te maken aan de dreiging uit de Peloponnesos, omdat  Megara het grondgebied bezat dat Attika verbond met dit schiereiland. 
Megara had al zwaar geleden onder deze oorlog: alle handelswegen van en naar Megara waren afgesneden en Athene deed jaarlijkse invallen in dit gebied. De hieruit voortkomende problemen hadden de oligarchische leiders van Megara verwisseld met democratische. De Spartanen, die ongerust waren over deze machtswissel, stationeerden een garnizoen bij een stadje dicht bij Megara. De democratische leiders vreesden dat hierdoor de democratie weer zou overgaan in een oligarchie. Om dit te beletten, beraamden ze een complot om de stad over te geven aan Athene. Ze kwamen tot een overeenkomst met de Atheners, en als het plan slaagde, zou Megara een bondgenoot worden van Athene, zou er een eind komen aan de jaarlijkse invallen en aan de handelsblokkades. Dit zag er erg positief uit voor deze democratische leiders, maar het tegendeel was waar voor de Megarische burgers. Zij waren bang dat de Atheners zich zouden wreken en een slachting zouden aanbrengen bij de bevolking. 

## Verloop
Het complot om Megara in bezit te krijgen was erg riskant. De Atheense generaal Hippokrates voer 's nachts met 600 hoplieten naar Nisaia, een stadje dicht bij Megara. Tegelijkertijd naderde Demosthenes over land met lichtbewapende Plateeërs en een klein aantal Atheense hoplieten. Ondertussen bereidden de democraten uit Megara zich voor om een aanval te doen op de muren. Ze doodden de wachters en Hippokrates drong het stadje binnen. Bij zonsopgang hadden de Atheners de muren in bezit en er arriveerden toen nog 4.000 hoplieten en 600 ruiters om de verworven positie veilig te stellen. De Megarische verraders probeerden ondertussen hun eigen medeburgers de dood in te lokken. Ze probeerden hen te overtuigen om een uitval te doen vanuit Megara tegen de Atheners, waarmee ze een wisse dood tegemoet zouden gaan. Maar voor een van de samenzweerders ging dit te ver. Hij verraadde het complot aan de oligarchen, die op hun beurt de burgers overhaalden om de poorten gesloten te houden, anders zou de stad in handen zijn gevallen van de Atheners voor de Spartanen een ontzettingsmacht hadden kunnen sturen. 
De Atheners hadden Megara desondanks tot een overgave kunnen dwingen, maar werden hiervoor weerhouden door Brasidas, die zich, toen deze gebeurtenissen zich voordeden, samen met zijn leger in de buurt van Megara bevond. Hij zond een bode naar de Boïotiërs, om hen te vragen om versterkingen te sturen. Toen het daarvoor al te laat bleek, selecteerde hij 300 soldaten uit zijn eigen leger om Megara uit Atheense handen te houden. De Megariërs waren echter niet bereid om hen toe te laten in de stad. De democraten wisten dat de Spartanen hen zouden doden, terwijl de oligarchen dachten dat dit zou uitmonden in een burgeroorlog, waardoor de stad toch nog gemakkelijk zou kunnen veroverd worden door de Atheners. Beide partijen wilden liever de veldslag tussen de Peloponnesiërs en de Atheners afwachten. 
De Boïotiërs beseften ondertussen dat als Megara zou veroverd worden, ze geen toegang meer zouden kunnen krijgen tot de Peloponnesos en kwetsbaar zouden worden voor Atheense invallen. Ze hadden daarom 2.200 hoplieten  en 600 ruiters naar Brasidas gestuurd. De Atheners gingen een gevecht liever uit de weg en bleven een afwachtende houding aanhouden in Nisaia. Ook Brasidas verkoos een afwachtende houding, omdat dit hem beter leek. In dit laatste geval zou de stad zonder slag of stoot behouden blijven, en dit gebeurde ook. De Atheners trokken zich terug en Brasidas keerde terug naar Megara.

## Gevolgen
Deze keer werd Brasidas wel toegelaten in Megara. De Atheners erkenden dat hun plan mislukt was en marcheerden terug naar Attika en lieten in Nisaia een garnizoen achter. De democraten uit Megara, die ontmaskerd waren, vluchtten en de oligarchen kwamen weer aan de macht, ze lieten al hun aanwezige tegenstanders executeren. Vanaf dat moment bleef Megara tot op het einde van de oorlog een bondgenoot van Sparta.